# كينيث كوكرين
كينيث كوكرين (بالإنجليزية: Kenneth Cochrane)‏ هو لاعب كرة قدم أمريكية أمريكي، ولد في 31 مارس 1908 في غلاسكو في المملكة المتحدة، وتوفي في 24 نوفمبر 1998 في ستيوارت في الولايات المتحدة.